# Trichopsomyia lasiotibialis
Trichopsomyia lasiotibialis är en tvåvingeart som beskrevs av Fluke 1937. Trichopsomyia lasiotibialis ingår i släktet gallblomflugor, och familjen blomflugor. Inga underarter finns listade i Catalogue of Life.